# 우타파오 국제공항
우타파오 국제공항(태국어: ท่าอากาศยานนานาชาติอู่ตะเภา, 영어: U-Tapao International Airport, IATA: UTP, ICAO: VTBU)은 태국 라용 주에 위치한 군, 민간 공용 공항이다. 방콕에서는 남동쪽으로 140km 지점에 위치하며, 시암 만의 사타힙 근처에 있다. 타논 수쿰빗(노선 3)에 위치하며, 파타야에서는 45분 거리이다.
우타파오 왕립 태국 해군 활주로로서의 역할도 하며, 왕립 태국 해군의 첫 번째 공군 기지이다. 우타파오는 많은 태국 항공기의 유지 시설이 있으며, 민간이나 기타 개인 항공기까지 서비스를 한다.
2008년 12월 26일, 12월 5일 태국에서 발생한 소요 사태로 인해 한 때 이곳이 방콕의 주요 관문이 되었던 적도 있다.

## 운항 노선

### 국내선
| 항공사           | 목적지            |
| ---------------- | ----------------- |
| 타이 라이온 에어 | 치앙마이,우돈타니 |
| 방콕 항공        | 푸켓,코사무이     |

### 국제선
| 항공사       | 목적지 |
| ------------ | --- |
| 에어아시아   | 쿠알라룸푸르 |
|              | |
| Azur Air     | 계절 전세: Irkutsk, Krasnoyarsk-International, Moscow-Vnukovo, Novosibirsk, Samara, Tomsk,Yekaterinburg, Kemerovo Oblast,Ufa,Omsk |
| Scat Airline | 계절 전세:알마티 아스타나 공항,알마티 국제공항                                                                                    |

## 역사

### 베트남 전쟁
베트남 전쟁 때 우타파오는 미군 폭격기의 군 기지로 활용되었다. 우타파오는 꼬랏, 우돈, 우본, 나콘파놈, 그리고 따클리 등의 다른 미군 기지에 비해 최일선 기지였으며, 미공군의 B-52가 정기적으로 북베트남 쪽으로 출격하였다.